# Paranaleptes
Paranaleptes är ett släkte av skalbaggar. Paranaleptes ingår i familjen långhorningar.
Kladogram enligt Catalogue of Life:
| Paranaleptes | \| \| Paranaleptes giraffa \| \| \| \| \| \| Paranaleptes reticulata \| \| \| \| |
|              | \| \| Paranaleptes giraffa \| \| \| \| \| \| Paranaleptes reticulata \| \| \| \| |
|              | Paranaleptes giraffa                                                             |
|              |                                                                                  |
|              | Paranaleptes reticulata                                                          |
|              |                                                                                  |